# 秋垭乡
秋垭乡，是中华人民共和国四川省南充市仪陇县曾经下辖的一个乡。2019年9月，撤销秋垭乡和思德乡，设立思德镇，以原秋垭乡和原思德乡所属行政区域为思德镇的行政区域。

## 行政区划
秋垭乡撤销前下辖以下地区：
苏家沟村、铁佛寺村、梅山垭村、摇石山村、广洞沟村、禹王庙村、秋树垭村和大旗山村。